# Diarmait mac Cerbaill
Pour l’article homonyme, voir Diarmait mac Cerbaill (roi d'Osraige).
Diarmait Derg mac Cerbaill fut Ard ri Érenn (Haut-Roi d'Irlande) de 545 à 564/565. On l'identifie habituellement avec le « Diermait » figurant le Baile Chuinn Chétchathaig

## Origine
Diarmait est le fils de Fergus Cerbaill mac Conall Cremthainne mac Niall Noigiallach des Uí Neill. Les chroniques d'Irlande conservent un souvenir contrasté de l’activité guerrière de ce roi, qui fut en fait le véritable fondateur de la puissance des Uí Neill du Sud.

## Ard ri Erenn

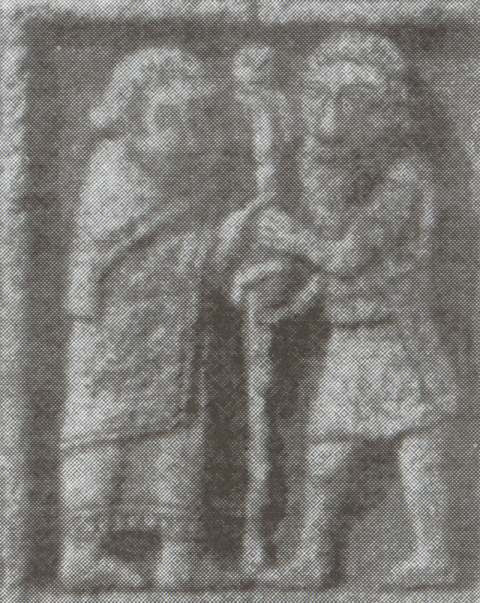
Une scène gravée sur la « Croix des Saintes Écritures » à Clonmacnoise, était réputée représenter saint Kieran de Clonmacnoise à gauche, Diarmait mac Cerbaill à droite. Cependant on considère maintenant qu'il s'agit du roi Flann Sinna et de l'abbé Colman lors de la construction de la cathédrale de Clonmacnoise; faite vers 900

Diarmait accède à la dignité d’Ard ri Érenn après la mort au combat de son prédécesseur Túathal Máelgarb en 545. La même année, il serait à l'origine de la donation qui permet à Saint Ciaran de fonder le Monastère de Clonmacnoise.
Les premières années de son règne sont assombries par l'épidémie de peste des années 540 qui atteint l'Irlande en 549. La première décennie de son règne est aussi l'époque des agressions de ses parents des Uí Néill contre la province de Connacht.
Malgré la grande célébrité qui l'entoure, Diarmait mac Cerbaill a un règne étonnamment difficile:
- 555/558 : Son fils aîné, Colmán Mór, est tué sur son char de combat par un certain Dubsloit le Cruithin (i.ePicte d’Irlande) [6].
- 560 : l’Ard ri Erenn célèbre la « Fête de Tara », cérémonie païenne dont les Annales de Tigernach soulignent que ce fut la dernière[7] Cette référence à une dernière célébration de la « Fête de Tara » interprétée comme l'union païenne entre le roi et la déesse de la souveraineté, laisse penser que Diarmait est peut-être le dernier roi important à être resté païen [2].
- 561 : Diarmait subit la plus grande  défaite de son règne à Cúl Dreimne devant la coalition des Uí Néill du Nord : Ninnid mac Duach et Ainmere mac Sétnai du Cenél Conaill, Fergus et Domnall mac Muirchertach mac Ercae du Cenél nÉogain appuyés par Áed mac Echach Tirmcharna roi de Connacht[8]. Ce combat qui semble avoir été très sanglant puisque les annalistes avancent de manière exceptionnelle le nombre de 3 000 morts, est à l’origine de l’exil à l’âge de 42 ans de saint Colomba, sans doute impliqué dans les intrigues des membres du Cenél Conaill [9].
- 562 : L'année suivante l’ard ri était mis en fuite au combat de Cúl Uinsen par Áed mac Brénainn roi de Tebthae dans le moderne comté de Longford[10].
- 563 : Diarmait n’intervient pas dans le combat de Móin Daire Lothair qui permet aux Uí Neill du Nord de repousser les Cruithni d’Ulster à l’est de la rivière Bann et d'étendre leur pouvoir dans l'actuel comté de Derry[11].
- 565 : Deux ans plus tard, Diarmait tombe au combat contre le roi du Dál nAraidi en Ulster; Áed Dub mac Suibni. Il aura pour successeurs conjoints au titre d’Ard ri Érenn deux des vainqueurs de Cúl Dreimne : Fergus mac Muirchertach et Domnall mac Muirchertach mac Ercae[12].

Les annalistes sous-estiment sérieusement l'importance de Diarmait mac Cerbaill.  

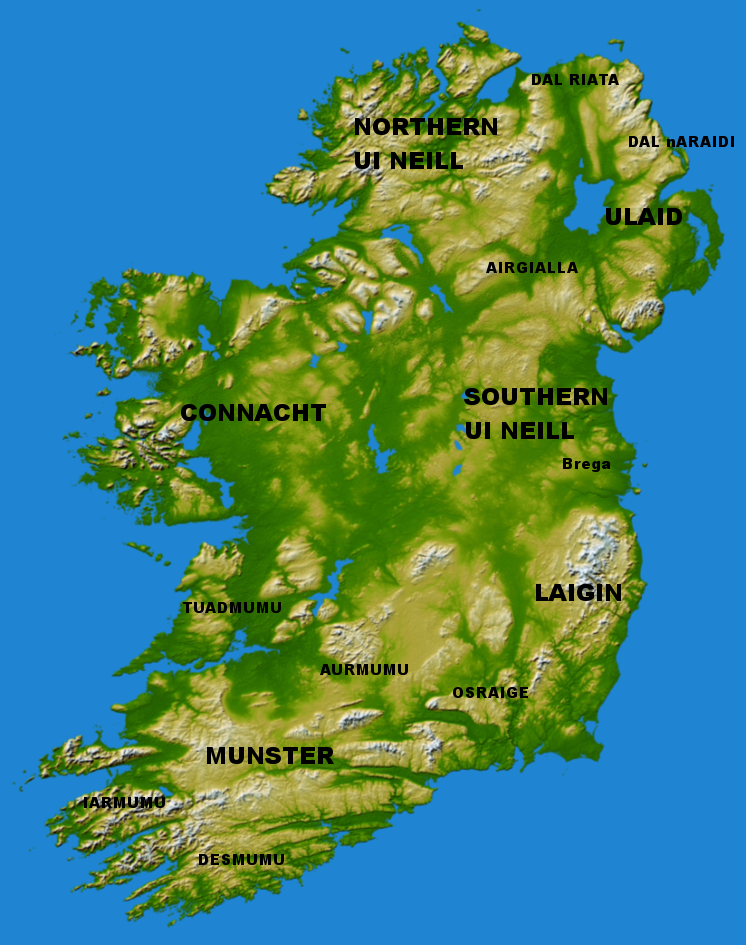
L'Irlande au VIe siècle.

Il appartenait à la génération postérieure à la conquête par les Uí Néill des Midlands d'Irlande. Lorsque les Uí Néill se sont divisés en dynasties distinctes, lors du partage des fruits de leur victoire.  Diarmait a promu  sa propre lignée à la position de puissance dominante dans la région des Midlands d'Irlande, au détriment de Cenél Coirpri, la lignée de son prédécesseur, Túathal Máelgarb, et au détriment, aussi, du Cenél Fiachach, dont l'ancêtre Fiachu mac Néill était encore considéré par les annalistes comme ayant été le véritable conquérant de la plaine de Mide. L'écho de l'élimination du pouvoir du Cenél Coirpri s'est propagé dans les récits hagiographiques relatifs à Patrick d'Irlande et à Brigit composés dans la seconde moitié du VIIe siècle. Le portrait défavorable du roi dans les annales est probablement une conséquence de leur origine, le monastère de Iona, fondé sous le règne de Diarmait par Columba, un membre du Cenél Conaill, proche parent des Uí Néill du Nord, qui ont vaincu lors de bataille de Cúl Dreimne.
D'autre part, Adomnánn, qui écrit plus d'un siècle plus tard, juge le pouvoir Diarmait comme « exceptionnellement vaste ». Il fait donner à Columba un avertissement Áed Sláine, le fils de Diarmait, contre le péché que représente le meurtre de parents, en disant:
« tu dois faire attention, mon fils, à ne pas perdre, en commettant le péché de parricide, la prérogative de la monarchie sur le royaume de toute l'Irlande, prédestinée pour toi par Dieu. En effet si un jour tu commets ceci, tu ne jouiras pas du royaume entier de ton père mais d'une partie de celui-ci, dans ta propre gens, et pour un temps bref »
— Vie de Colomba,§ I.14
Adomnán évoque des lignées comme les Connachta ou le Dál Riata, ce qui implique que l'autorité Diarmait s'étendait aussi sur le Connachta, auquel tous les Uí Néill avaient encore le souvenir d'avoir appartenu. Dans un chapitre postérieur Adomnán relate la dénonciation amère de Columba du meurtre perpétré sur Diarmait par Áed Dub:
« Cet Áed Dub a été un homme très sanglant, et le tueur de beaucoup d'hommes, il a également tué Diarmait mac Cerbaill, ordonné par l'autorité de Dieu comme dirigeant de toute l'Irlande »
— Vie de Colomba,§ I.36
Les annales, compilées à Iona, et la  « Vita de Colomba », écrite par Adomnán un abbé d'Iona, présentent des portraits très différents de Diarmait, peut-être parce que les annales sont antérieures et plus impliquées dans les conflits des Uí Néill du Nord contre Diarmait.

## Descendance
Les généalogies recensent six épouses de Diarmait mac Cerbaill, dont trois furent les mères de ses fils et de sa fille .
- Eithne ou Erc, fille de Brénainn Dall Commaicne Cuile Tolad
  - Colmán Mór († 555/558)[15] à l’origine du Clan Cholmáin et des rois de Mide
- Mugain, fille de Conchraid Uí Duach Argatrois.
  - Áed Sláine († 604) Ard ri Érenn à l’origine Síl nÁedo Sláine et des rois de Brega
  - Lann/Fall épouse Dui Iarlaithe mac Maithne Éoganacht Locha Léin
- Muiren Mael fille de Mael Duin Patraige Connachta.
- Lasair (?)  fille de Nechtan mac Brénainn Commaicne Cuile Tolad.
- Bé Binn fille d'Alasc mac Oengus d'Écosse.
- Brea, fille de Colman mac Neman Conmaicne Cuile Tolad.
  - Colmán Bec († 587) à l’origine du Clan Follamain[16]

## Sources
- (en) T. M. Charles-Edwards « Diarmait mac Cerbaill (d. 565) », Oxford Dictionary of National Biography, Oxford University Press, 2004.
- (en) Francis John Byrne Irish Kings and High-Kings Four Courts History Classics Dublin réédition  de  2001   (ISBN 1851821961)
- (en) Edel Bhreathnach, Editor Four Courts Press for The Discovery Programme Dublin (2005)  (ISBN 1851829547) The kingship and landscape of Tara. Table 3 « Clann Cholmain » p. 344-345.
- (en) Dictionary of Irish Biography article de Ailbhe Mac Shamhrain, Diarmait